# Geonoma polyneura
Geonoma polyneura är en enhjärtbladig växtart som beskrevs av Karl Ewald Maximilian Burret. Geonoma polyneura ingår i släktet Geonoma och familjen Arecaceae. Inga underarter finns listade i Catalogue of Life.